# أريس ديل مايستري
بلدية أريس ديل مايستري (بالإسبانية: Ares del Maestre)، هي إحدى بلديات مقاطعة كاستيلون التي تقع في منطقة بلنسية، في شرق إسبانيا.
يبلغ عدد سكانها 222 نسمة وفقاً لإحصائية سنة (2006).